# Stiphra gibbosa
Stiphra gibbosa är en insektsart som först beskrevs av Guérin-Méneville 1844.  Stiphra gibbosa ingår i släktet Stiphra och familjen Proscopiidae. Inga underarter finns listade i Catalogue of Life.